# Colegio del Arzobispo Fonseca (Salamanca)
El Colegio Mayor de Santiago el Zebedeo, más conocido como Colegio del Arzobispo Fonseca o Colegio Mayor del Arzobispo Fonseca y que no debe ser confundido con el Colegio del Arzobispo Fonseca de Santiago de Compostela, fue uno de los cuatro colegios mayores de la Universidad de Salamanca (España). Fue fundado en 1519 por Alonso de Fonseca, arzobispo de Santiago de Compostela, para que los estudiantes gallegos tuvieran un Colegio para estudiar en la Universidad.
El colegio de Santiago fue cerrado en 1780, en la reforma universitaria del rey Carlos III.
El edificio fue declarado Bien de Interés Cultural en 1931.

## Otros nombres
A lo largo del tiempo, también fue conocido vulgarmente como Colegio del Arzobispo o Colegio Mayor de Fonseca y más tarde como Colegio de los Irlandeses.
El nombre de Colegio de los Irlandeses se debe a que había un Colegio de San Patricio, o de los Irlandeses, fundado en el año de 1592, a instancias del rey Felipe II, para albergar a los estudiantes de ese país que venían a Salamanca por la persecución inglesa a los católicos de Irlanda. En 1838, cuando los irlandeses volvieron a su colegio tras la Guerra de Independencia lo encontraron destruido (los franceses destruyeron muchos edificios universitarios y religiosos para hacer fortificaciones) por lo que se les cedió este edificio, que ocuparon hasta 1936.

## El edificio

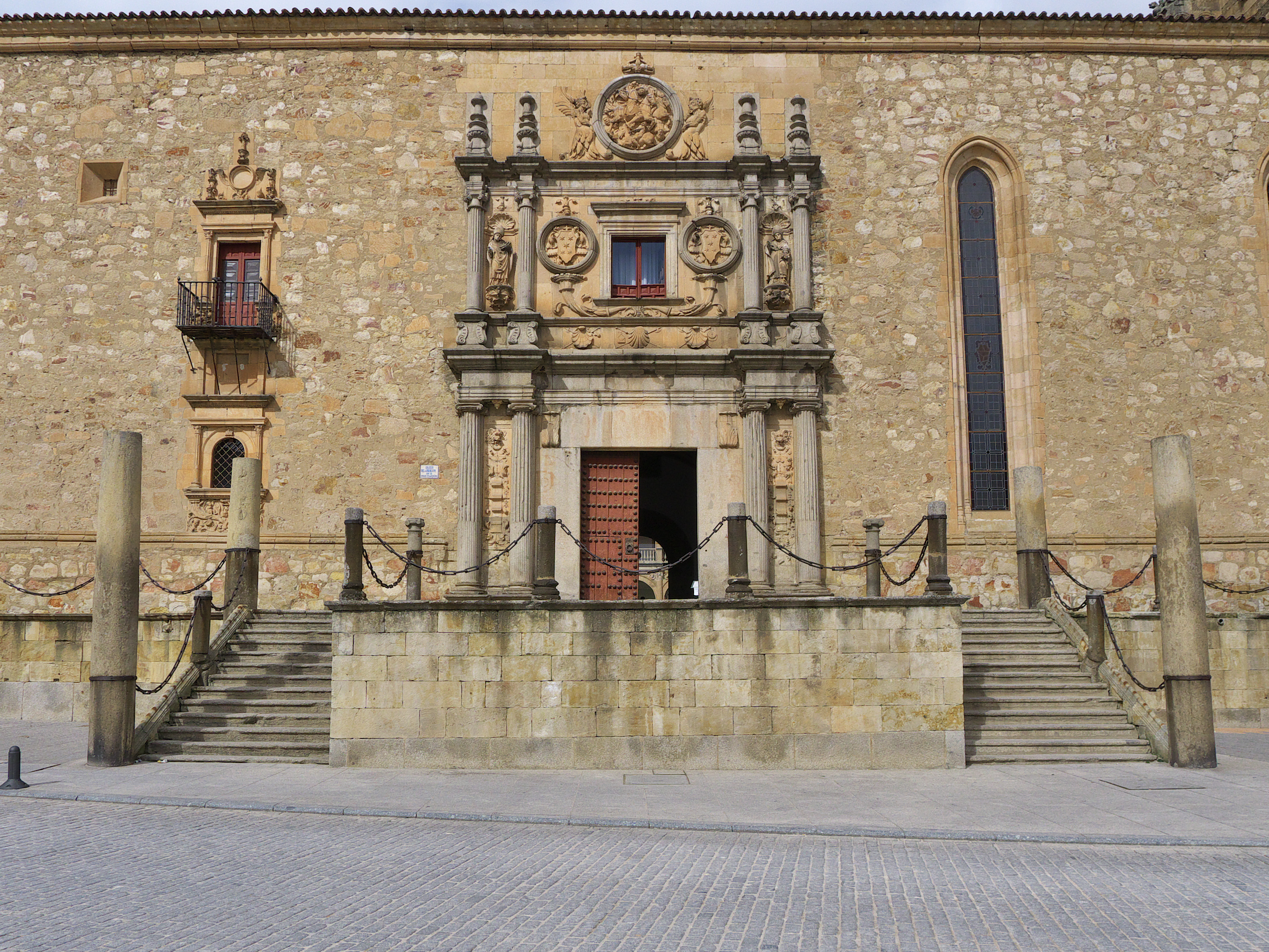
Fachada del Colegio, de Diego de Siloé y Fernán Pérez de Oliva

Es el único de los edificios de los viejos colegios mayores salmantinos que se conserva. Participaron como arquitectos Diego de Siloé, Rodrigo Gil de Hontañón y Juan de Álava. Los trabajos terminaron en 1578. Es un edificio plateresco, de tipo conventual, organizado alrededor de un claustro. Tiene una fachada relativamente sencilla, en la que la única decoración está en la portada. Encima de su puerta hay una imagen del apóstol Santiago en la batalla de Clavijo. Destaca, además del claustro, la capilla con una curiosa bóveda de planta cuadrada sobre el crucero y un retablo de Alonso Berruguete. Anexo se encuentra el edificio de la antigua Hospedería de estilo barroco. 

### Usos posteriores del edificio
Tras la desaparición de los Colegios Mayores en 1798, el edificio del Colegio de Fonseca pasó a albergar un Hospital General en 1801. Con el breve restablecimiento de la institución colegial por Fernando VII el colegio se abrió en 1817. Tres años después el colegio estaba cerrado y sin colegiales. Tras diversos avatares, durante los cuales no estuvo en funcionamiento por mucho tiempo, cerró de modo definitivo en 1837, y a continuación fue ocupado por los irlandeses.
En la ley Moyano de 1857, fueron cerradas las facultades de Ciencias y de Medicina. La Diputación Provincial y el Ayuntamiento las reabrieron como colegios libres, y la de Medicina se instaló en la Hospedería, donde permaneció de 1903 a 1988.
Actualmente se utiliza como residencia de postgraduados y para actos culturales, con el nombre de Colegio Arzobispo Fonseca. En verano se celebran en su patio los conciertos y representaciones teatrales enmarcados en el programa cultural "Las Noches del Fonseca", dentro de la programación cultural de la Universidad y el Ayuntamiento. La hospedería está dedicada a Centro de Posgrado de la Universidad de Salamanca.
En Semana Santa se realiza desde la Capilla la marcha del Cristo de la Liberación, organizada por la Hermandad del Cristo del Amor y de la Paz.

## Colegiales
- Gabriel Trejo Paniagua (1562- 1630), jurisconsulto, cardenal y obispo